# Ungkarlar
Ungkarlar är en novellsamling av Gustaf Hellström, som utkom på Bonniers förlag 1904.
I lagom tid till jul kom Gustaf Hellströms första bok, novellsamlingen Ungkarlar ut. Året var 1904. Boken fick rätt hygglig kritik, utom i konservativa tidningar. Hellström sågs som ett löfte inför framtiden.
Som titeln antyder handlar Ungkarlar om ogifta yngre män, och ämnet är ofta deras relationer till unga och för den tiden förvånansvärt frimodiga kvinnor. Tonen är objektiv även när karaktärerna handlar egoistiskt eller deras tankar är cyniska. Äkta eller varaktig kärlek är en bristvara i dessa noveller, och om en av ungkarlarna sägs rent ut att han hör ”till det stora antalet män, som hämta sina intimare erfarenheter om kvinnan genom kontant betalning”.
Förlovningar bryts, förhållanden spricker, och detta utan att vare sig de unga männen eller de unga kvinnorna verkar bry sig alltför mycket.
Det är en ny generation som porträtteras. En generation som är ung och modern och har en realistisk syn på tingen. Detta är förmodligen den bok som bäst speglar den unge författarbohemen Gustaf Hellströms attityd utåt. Tydligen var han ännu långt ifrån salongsfähig. Å andra sidan var det en tillkämpad attityd. Inuti var han ännu en osäker ung man, vilket framgår av hans på 1920-talet skrivna självbiografiska romaner om Stellan Petreus.
Det är lätt att redan i debutboken känna igen motiv som senare skulle komma tillbaka i Hellströms böcker. Inte minst därför är boken av stort intresse. Vi möter exempelvis den unge Uppsalastudenten som slarvar med studierna och slösar bort pappans mödosamt ihopsparade pengar på en flicka. 
I en novell med den vackra titeln ”Morgonstämning” möter vi en annan ung man, Ville, också han student. Denne Ville har sedan en tid ett förhållande med en prostituerad i Köpenhamn och de har denna morgon vaknat i samma säng – så var det med den ”morgonstämningen”!
Kvinnan i novellen heter Fanny, och likt flera medsystrar hos Hellström tycks hon komma ur bättre förhållanden. Lite cyniskt sägs det att hon var ännu tämligen fräsch och hade ej grånat i sitt yrke. Hon stod dessutom afgjort öfver sina likar, använde aldrig svordomar, kunde uttala franska ord och hjälpligt ackompanjera sig på piano. Hon hade också anförtrott honom, att hon var dotter till en före detta infanterikapten […] (s. 71).
Slår man nu ihop dessa två unga män i novellerna, så tonar bilden fram av Lundastudenten Stellan Petreus som i Köpenhamn slösar tid och pengar på sin älskade nattfjäril Pippi. Och likheten blir ännu mer uppenbar när Ville på hemvägen tar vägen förbi Glyptoteket för att beundra skulpturerna. Det är särskilt Stephan Sindings skulptur ”Två människor” som han beundrar, denna hymn till två mänskosjälar, som flöto samman i en darrande kyss (s. 84). Samma hänförelse inför denna skulptur uttrycks av Stellan Petreus i romanen En mycket ung man från 1923.